# Benvenuti (famiglia)

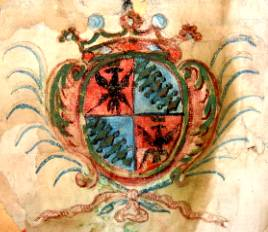
Stemma Famiglia Benvenuti

Benvenuti è una nobile famiglia del cremasco.
La famiglia Benvenuti ebbe origini a Firenze e un ramo di essa è attestato a Crema almeno dalla fine del XIII secolo. È con Giovanni Benvenuti che nel 1329 la famiglia ottiene la prima investitura feudale e risiede nel Consiglio dei Nobili, maggiore organo decisionale della città, ininterrottamente fino alla sua dissoluzione. Nel 1695 ottenne il titolo comitale dall'imperatore Leopoldo I d'Asburgo, grazie al servizio prestato dal condottiero Giovanni Battista Benvenuti (1658-1693) nella guerra contro i Turchi.
A cavallo tra il XIV secolo e il XV secolo la famiglia si suddivise in due rami principali: quello di Bellino (successivamente denominato di Ombriano) e quello di Tommaso, o di Montodine.  Appartennero al primo ramo lo stesso Giovanni Battista (1658-1693), Livio Benvenuti (m.1847), cavaliere di Malta e podestà di Crema, Matteo Benvenuti  (1816-1885), commendatore dell'Ordine anzidetto, storico e romanziere, Francesco Sforza Benvenuti (nato nel 1822), autore di una storia di Crema e Lodovico Benvenuti (1899-1966), partigiano e politico democristiano.  Appartennereo al ramo di Montodine, Mario Benvenuti, Capitano di Carlo V e Governatore di Aqui (1521-1596), il teologo Cesare Benvenuti (Montodine, 1669 – Napoli, 1746) e Ottavio Luigi Benvenuti (morto nel 1830),  ministro plenipotenziario del Sacro Ordine Gerosolimitano presso la Repubblica Veneta, ultima persona a ricoprire questa carica.

## Palazzi di famiglia
- Villa Benvenuti Clavelli, Ombriano
- Palazzo Benvenuti, Montodine
- Palazzo Benvenuti Vimercati, Crema
- Palazzo Benvenuti Albergoni, Crema